# Nationaal-Socialistische Nederlandsche Arbeiderspartij
De Nationaal-Socialistische Nederlandsche Arbeiderspartij (NSNAP) was een Nederlandse nationaalsocialistische partij, die spoedig uiteenviel in drie partijen van die naam. Deze drie partijen gingen in 1941 gedwongen op in de Nationaal-Socialistische Beweging (NSB).
De oorspronkelijke NSNAP werd in 1931 opgericht en geleid door Ernst Herman van Rappard en Bertus Smit (Adalbert Smit), kort daarna aangevuld met Albert de Joode (die zich 'de Joode van Waterland' noemde, en liever nog alleen 'van Waterland'). De NSNAP was net zo georganiseerd als de NSDAP en had ook een knokploeg, een SA. Ze kopieerde ook de zwarte swastika in een witte cirkel op een rode achtergrond als haar embleem.
Doordat er binnen de partij veel rivaliteit was, ontstonden er veel afsplitsingen met dezelfde naam. Reeds vier maanden na de oprichting vond de eerste splitsing plaats. Smit kon zich niet verenigen met het standpunt van Van Rappard dat Nederland geheel in Duitsland zou moeten opgaan, en hij scheidde zich af. Niet veel later werd De Joode door Van Rappard uit de partij gewerkt, omdat de laatste vreesde dat De Joode zijn positie als leider in gevaar zou kunnen brengen. De Joode richtte eveneens een eigen NSNAP op, maar bleef daar niet lang leider van en werd vervangen door C.J.A. Kruyt.
Op 14 december 1941, de tiende verjaardag van de NSB, werden al deze bewegingen, voor zover ze nog bestonden, door de Duitsers gedwongen op te gaan in deze partij. Vanaf dat moment waren alle andere partijen, ook nationaalsocialistische, verboden door de bezetter.

## NSNAP-Van Rappard
De NSNAP van Van Rappard was weinig succesvol. Bijna al haar leden kwamen uit het grensgebied van Nederland en Duitsland. De NSNAP-Van Rappard streefde naar het opgaan van Nederland in het Duitse Rijk. Het stond daarmee lijnrecht tegenover de NSB, die juist streefde naar een onafhankelijk, nationaalsocialistisch Nederland. De NSNAP-Van Rappard heette korte tijd 'NSNAP-Hitler-beweging.' Op bevel van de Führer moest men het aanhangsel 'Hitler-beweging' in 1937 laten vallen.
De NSNAP-Van Rappard bezat een eigen SA, en deed er alles aan om de NSB in antisemitisme te overtreffen. De partij werd reeds voor de oorlog ontbonden, maar herleefde na de Duitse inval. Eind 1941 werd de partij verboden.

## NSNAP-Smit
De NSNAP-Smit stond onder leiding van Bertus Smit (Adalbert Smit), die zich als politicus doorgaans Adalbert Smit liet noemen. Deze NSNAP werd vrij snel na de afsplitsing financieel gesteund door Alfred Haighton, een nationaalsocialistische miljonair, die vanaf dat moment algemeen leider van de partij werd. Aan de partij was Haightons al langer bestaande blad "De Bezem" verbonden, dat na het opheffen van de partij nog enige tijd is blijven voortbestaan, maar daarna alsnog is opgegaan in het Zwart Front (intussen is het blad ook nog eens gesplitst geweest). In 1933 werd Smit aan de kant geschoven en opgevolgd door Anton Schouten. De partij kwijnde daarna vrij snel weg door financiële en organisatorische problemen. Smit was ondertussen met een eigen partijtje doorgegaan, maar werd een tegenstander van het Duitse nationaalsocialistische regime nadat hij hoorde wat zich werkelijk afspeelde in Duitsland.

## NSNAP-Majoor Kruyt
De Joode moest in zijn afgesplitste partij vrij snel het veld ruimen. De leden vervingen hem door de voormalige KNIL-majoor Cornelis Kruyt. Deze 'Rijksleider' Kruyt bepleitte onder meer het volledig etnisch zuiveren van de Nederlandse gebieden in West-Indië. Deze NSNAP hield het tot eind 1941 vol.